# Bar de amores
Bar de amores es el quinto disco de estudio del dúo musical chileno La Sociedad. También es su último disco antes de su primera separación, materializada en 2001.

## Lista de Canciones
- Es el primer disco del dúo en que la mayoría de canciones no están firmadas por ambos componentes.

| N.º | Título                          | Escritor(es)                      | Duración |  |
| 1.  | «Cuando un amor se va»          | Castro                            | 4:01     |  |
| 2.  | «Tanta pasión»                  | Castro                            | 4:14     |  |
| 3.  | «No me dejes»                   | Castro, Guerrero                  | 5:06     |  |
| 4.  | «Bailando en la calle»          | Castro, Guerrero                  | 3:53     |  |
| 5.  | «Envidia»                       | Guerrero                          | 4:02     |  |
| 6.  | «Vuelve»                        | Guerrero                          | 4:06     |  |
| 7.  | «Solo por un deseo»             | Castro, Guerrero                  | 4:13     |  |
| 8.  | «María colores»                 | Castro                            | 4:22     |  |
| 9.  | «Ya no importa»                 | Castro                            | 5:13     |  |
| 10. | «Baila conmigo»                 | Castro, Guerrero                  | 4:01     |  |
| 11. | «Quien pudo amar»               | Castro, Guerrero                  | 4:29     |  |
| 12. | «Espérame en el cielo»          | Castro, Guerrero                  | 4:21     |  |
| 13. | «Por vez primera»               | Guerrero                          | 4:46     |  |
| 14. | «Sumar tiempo no es sumar amor» | Tito Dávila, Guillermo Guiaquinta | 3:59     |  |

## Músicos

### La Sociedad
- Daniel Guerrero: Voz y coros
- Pablo Castro: Guitarra y coros

### Músicos invitados
- Vicente Climent: Batería
- Marcelo Fuentes: Bajo
- Osvi Greco: Guitarras
- Tito Dávila: Piano, coros y orquesta
- Antonio Pallares: Trombón
- Lulo Pérez: Trompeta
- Segundo Mijares y Miguel Ángel Ejido: Saxo
- Ariel Rot y Gonzalo Las Heras: Guitarras
- Ricardo Marín: Guitarra española y coros
- Javier Paixariño: Quena
- Antonio Serrano: Armónica
- Carlos, Paula y Cristina Narea, Claudio Carrizo y Mavi Díaz: Coros